# Горній Скрад
45°19′ пн. ш. 15°33′ сх. д. / 45.31° пн. ш. 15.55° сх. д.
Горній Скрад (хорв. Gornji Skrad) — населений пункт у Хорватії, у Карловацькій жупанії у складі громади Крняк.

## Населення
Населення за даними перепису 2011 року становило 67 осіб.
Динаміка чисельності населення поселення: